# Sambaliba
Sambaliba est un village du Cameroun situé dans le département de la Meme et la Région du Sud-Ouest. Il fait partie de la commune de Konye.

## Géographie
Sambaliba se trouve dans un environnement de forêt très dense.

## Population
Lors du recensement de 1987, la localité comptait 110 habitants, principalement des Bakundu. Lors du recensement de 2005, on y a dénombré 359 personnes.
Une enquête locale menée en août 2011 a porté le nombre d'habitants à 811.